# Platymetopius dorsofenestratus
Platymetopius dorsofenestratus är en insektsart som beskrevs av Dlabola 1958. Platymetopius dorsofenestratus ingår i släktet Platymetopius och familjen dvärgstritar. Inga underarter finns listade i Catalogue of Life.